# Kramgoa låtar 8
Kramgoa låtar 8 utkom 1980 och är ett studioalbum av det svenska dansbandet Vikingarna. Albumet finns utgiven i två olika versioner. På första versionen kallas albumet kort och gott för Kramgoa låtar 8, medan den senare versionen har fått undertiteln Mot alla vindar. Låten "Mot alla vindar" är inte med på den första utgåvan av albumet. På denna första utgåva finns också en sång som heter "Ge mig en sommar", vilken är utbytt mot "Sun of Jamaica" (engelska versionen av samma låt) på den senare. Albumet återutgavs 1996 till CD. Det är också denna senare utgåva som finns återutgiven på CD.

## Låtlista (äldre versionen)

### Sida 1
1. Vad gör än ett år (What's Another Year)
2. Natt och dag
3. He'll have to go
4. Ge mig en sommar
5. Love letters in the sand
6. Varför är solen så röd
7. Vi får hoppas att allting går bra
8. Jag möter dig

### Sida 2
1. Låt dagen bli lång
2. Maria Maruschka
3. Rambling rose
4. Lever i en drömvärld
5. Release me
6. Moskva
7. Krama mej
8. Brutna löften

## Låtlista (nyare versionen)

### Sida 1
1. Mot alla vindar
2. Sun of Jamaica
3. Vad gör än ett år (What's another year)
4. Natt och dag
5. He'll have to go
6. Love letters in the sand
7. Varför är solen så röd
8. Vi får hoppas att allting går bra
9. Jag möter dig

### Sida 2
1. Låt dagen bli lång
2. Maria Maruschka
3. Rambling rose
4. Lever i en drömvärld
5. Release me
6. Moskva
7. Krama mej
8. Brutna löften

## Listplaceringar
| Lista (1980) | Topplacering |
| ------------ | ------------ |
| Norge        | 18           |
| Sverige      | 4            |